# 下松駅 (山口県)
下松駅（くだまつえき）は、山口県下松市大字西豊井にある、西日本旅客鉄道（JR西日本）・日本貨物鉄道（JR貨物）山陽本線の駅。
大阪府岸和田市にある阪和線の下松駅（しもまつえき）と区別するため、当駅発着の乗車券には「（陽）下松」と印字される。

## 歴史
- 1897年（明治30年）9月25日：山陽鉄道広島駅 - 徳山駅間延伸時に開設[2]。旅客・貨物取扱開始[2]。
- 1906年（明治39年）12月1日：山陽鉄道国有化により帝国鉄道庁の駅となる[2]。
- 1909年（明治42年）10月12日：線路名称制定。山陽本線所属となる。
- 1934年（昭和9年）12月1日：麻里布駅（現・岩国駅） - 櫛ケ浜駅間の新線（現・岩徳線）開業に伴う線路名称改定により、柳井線所属となる。
- 1941年（昭和16年）7月7日：駅舎新増築[3]
- 1944年（昭和19年）10月11日：線路名称改定。山陽本線が柳井駅経由に戻され、当駅も山陽本線所属に戻る。
- 1965年（昭和40年）11月30日：現在の橋上駅完成[4]（山口県内で初めて完成し、なおかつ大道駅が改築するまでは県内唯一の橋上駅であった）。
- 1985年（昭和60年）3月14日：荷物扱い廃止[2]。
- 1987年（昭和62年）4月1日：国鉄分割民営化により、西日本旅客鉄道（JR西日本）・日本貨物鉄道（JR貨物）の駅になる[2]。
- 1994年（平成6年）12月3日：コンテナ貨物の取扱を開始。駅北側にあった車扱ホームを改良しコンテナホームが設置された。
- 1996年（平成8年）3月16日：鉄道車両を除く全貨物取扱廃止。
- 2019年（令和元年）
  - 5月：駅北口トイレ完成。
  - 9月3日：駅南北口にエレベーターが設置され、駅南北自由通路がバリアフリー化された[5]。
- 2022年（令和4年）
  - 3月12日：ICカード「ICOCA」の利用が可能となる[6][7]。自動改札機の供用開始[7]。
  - 5月18日：みどりの窓口の営業を終了[8]。
  - 5月19日：みどりの券売機稼働開始[8]。
- 2025年（令和7年）5月1日：当駅での駅員の常駐を廃止し、インターホンでの遠隔対応に変更[9]。

## 駅構造
単式・島式複合型2面3線を有する地上駅。橋上駅舎を有する。下り本線は1番のりば、上り本線は3番のりばで、2番のりばは上下共用の待避線（中線）である。1番のりばと2番のりば間にはホームの無い中線があったが、現在は撤去されている。
みどりの券売機が設置されている。

### のりば
| のりば | 路線      | 方向 | 行先                          | 備考                    |
| ------ | --------- | ---- | ----------------------------- | ----------------------- |
| 1      | ■山陽本線 | 下り | 徳山・防府・下関方面          |                         |
| 2・3   | ■山陽本線 | 上り | 柳井・岩国 ・宮島口・広島方面 | 2番のりばは一部列車のみ |

- 下関発23時台に当駅止まりの列車が設定されている。

## 貨物取扱
日立製作所笠戸事業所への専用線が敷設されており、甲種鉄道車両輸送列車の始発駅となっている。かつてはその専用線から東洋鋼鈑下松工場や日本石油精製下松製油所（現・JXTGエネルギー下松事業所）への専用線が分岐しており、車扱貨物廃止までは、駅構内にタンク車（潤滑油添加剤）・有蓋車（ブリキコイル積）の姿を見ることが出来た。

## 利用状況
1日の平均乗車人員は以下の通りである。
| 乗車人員推移 | 乗車人員推移 |
| 年度         | 1日平均人数  |
| ------------ | ------------ |
| 1999         | 2,189        |
| 2000         | 2,131        |
| 2001         | 2,135        |
| 2002         | 2,109        |
| 2003         | 2,112        |
| 2004         | 2,079        |
| 2005         | 2,116        |
| 2006         | 2,118        |
| 2007         | 2,159        |
| 2008         | 2,189        |
| 2009         | 2,142        |
| 2010         | 2,190        |
| 2011         | 2,215        |
| 2012         | 2,262        |
| 2013         | 2,295        |
| 2014         | 2,228        |
| 2015         | 2,280        |
| 2016         | 2,284        |
| 2017         | 2,355        |
| 2018         | 2,252        |
| 2019         | 2,314        |
| 2020         | 1,905        |
| 2021         | 1,901        |
| 2022         | 2,042        |

## 駅周辺

### 北口
- スターピアくだまつ
- ゆめタウン下松
- アルク 下松店
- 下松市立下松小学校
- 下松市立下松中学校
- 山口県立下松高等学校
- 山口県立下松工業高等学校
- 下松市役所
- 下松市消防本部
- 下松市市民体育館
- 下松中央公民館（ほしらんどくだまつ）
- 下松警察署
- 下松東柳郵便局
- 山口銀行下松支店
- 西京銀行下松支店
- 西京銀行末武支店
- 東山口信用金庫下松支店
- 山口県農業協同組合周南統括本部

### 南口

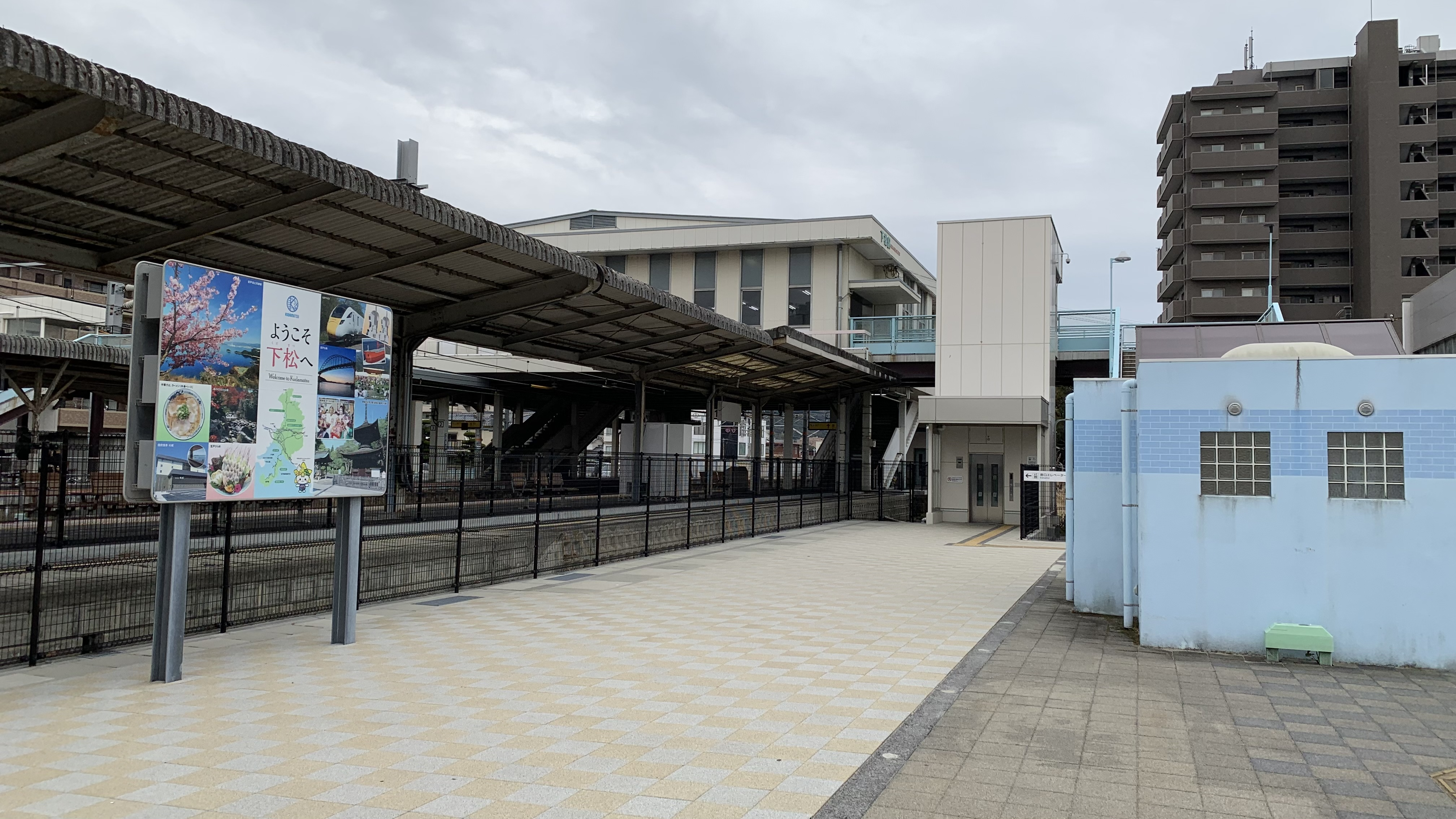
南口（2022年2月）

国、県、市の補助や支援による下松駅前市街地再開発事業で2006年（平成18年）11月、再開発ビル「ツインスター」2棟が完成した。ビルにはマンションの他下松市駅南市民交流センター「きらぼし館」（公民館的な機能を持つ）も設けられた。これに伴い山口県道51号下松停車場線も拡幅され、駅前は見違えるように整備された。
2024年（令和6年）11月9日、下松市観光案内所が移転オープンした。
- 下松市観光協会案内所
- 徳山下松港
- 日立製作所笠戸事業所 - 鉄道車両などを製造。
- 東洋鋼鈑下松工場 - スチール缶材料やハードディスク基板などを製造。
- ENEOS下松事業所 - 旧新日本石油加工下松事業所で、かつては石油精製設備を有した。
- 下松警察署下松駅前交番
- 下松郵便局
- くだまつスポーツセンター
- 下松商工会議所
- 山口銀行下松支店下松駅南出張所
- 広島銀行下松支店
- 山口県漁業協同組合下松支店

## バス路線
| 運行事業者       | 方面                         | 系統・行先 |
| 下松駅前（南口） | 下松駅前（南口）             | 下松駅前（南口）                                                                                                   |
| ---------------- | ---------------------------- | --- |
| 防長交通         | 徳山駅・柳井駅・下松市内方面 | 快速：徳山駅前 / 柳井駅前 徳山高専正門 花岡・周南記念病院 /（笠戸島）深浦 山田 東陽小学校前・切山上 ゆめプラザ熊毛 |
| 下松駅北口       |                              | |
| 防長交通         | 徳山駅・戸田駅方面           | 31-110：戸田駅前 11-110・31-110・43-130：徳山駅前 周南記念病院 / 旗岡センター                                      |
| 下松駅           |                              | |
| JRバス中国       |                              | 光駅・公園口 |

- 公共交通マップ - 下松市と周南市が合同で、防長交通及びJRバス中国の路線図と時刻表を基に作成。

## その他
- ICOCAの使用履歴は阪和線の下松駅との区別のため「クダマツ」と表示される。

## 隣の駅
西日本旅客鉄道（JR西日本）
■山陽本線
光駅 - 下松駅 - 櫛ケ浜駅